# Zhu Qinan
Zhu Qinan (朱启南S, Zhū QǐnánP; Wenzhou, 15 novembre 1984) è un tiratore a segno cinese.

## Carriera
Ha vinto due medaglie olimpiche nel tiro a segno: la medaglia d'oro alle Olimpiadi 2004 svoltesi ad Atene nella specialità carabina 10 metri aria compressa e la medaglia d'argento alle Olimpiadi 2008 di Pechino sempre nella carabina 10 metri aria compressa.
Ha partecipato anche alle Olimpiadi 2012 tenutesi a Londra.